# تونی سیلوا
تونی سیلوا (انگلیسی: Tony Sylva؛ زادهٔ ۱۷ مهٔ ۱۹۷۵) یک بازیکن فوتبال اهل سنگال است.
وی همچنین در تیم ملی فوتبال سنگال بازی کرده‌است.